# Kevin García (peleador)
Kevin García Canamar (Monterrey, Nuevo León; 1 de mayo de 1998) es un artista marcial mixto mexicano que ha competido en las divisiones de peso mosca y peso pluma.

## Primeros años
Nació el 1 de mayo de 1998 en Monterrey, México. A sus 14 años de edad, Kevin comenzó a interesarse en MMA en el Olimpo Academy. Ha ganado distintas competencias de boxeo y también cuenta con una participación en el Campeonato Nacional de Muay Thai.

## Carrera de artes marciales mixtas

### Combate Américas
García tuvo un par de peleas en la promoción estadounidense Combate Americas. El 19 de enero de 2017 se enfrentó a Enrique Barragán en el evento Combate 10, donde sufrió el primer descalabro en su carrera.
Posteriormente, García fue programado para enfrentar a Juan Pablo González el 20 de abril de 2018 en Combate Estrellas 2. Ganó la pelea por decisión unánime.

### LUX Fight League
En 2019, Kevin García firmó un contrato de varias peleas con LUX Fight League. Su debut fue contra David Mendoza en LUX 007, perdiendo por decisión unánime.
García se enfrentó a Carlos Márquez, a quien había derrotado seis años atrás, el 25 de junio de 2021 en LUX 014. Ganó la pelea con un estrangulamiento trasero desnudo en el segundo asalto.
García se enfrentó a Carlos Rivera el 5 de noviembre de 2021 en LUX 018. Ganó la pelea por decisión dividida.
García se enfrentó a Roy Benavides el 26 de mayo de 2022 en LUX 022. Ganó la pelea por decisión unánime.
García se enfrentó Irvin Amaya el 13 de agosto de 2022 en la estelar de LUX 025. Ganó la pelea por decisión unánime.
García se enfrentó a Mauricio Nievas el 18 de noviembre de 2022 en LUX 028. Perdió la pelea -y por ende- su invicto, por decisión unánime.

### Regreso a Combate Global
Tras su última pelea en esta promoción en 2018, García regresa a Combate Global siendo inicialmente programado para enfrentar a Anas Azizoun el 22 de junio de 2024. Sin embargo, Azizoun se retiró de la contienda a causa de una enfermedad, siendo reemplazado por Alberto Montes. García perdió la pelea vía sumisión tras ser sometido con una anaconda choke en el segundo asalto.

## Récords en artes marciales mixtas
| Récord profesional | Récord profesional | Récord profesional |
| 16 peleas          | 10 victorias       | 6 derrotas         |
| ------------------ | ------------------ | ------------------ |
| Nocaut             | 2                  | 2                  |
| Sumisión           | 4                  | 1                  |
| Decisión           | 4                  | 3                  |

| Resultado | Récord | Oponente                | Método                                | Evento                               | Fecha                   | Ronda | Tiempo | Localización     | Notas |
| --------- | ------ | ----------------------- | ------------------------------------- | ------------------------------------ | ----------------------- | ----- | ------ | ---------------- | ----- |
| Derrota   | 10–6   | Alejandro Flores García | TKO (patadas en las piernas y golpes) | MMA Mexico 5: Gallito vs. Prendido   | 21 de junio de 2025     | 3     | 2:13   | Monterrey        |       |
| Derrota   | 10–5   | Alberto Montes          | Sumisión (anaconda choke)             | Combate Global: Garcia vs. Montes    | 22 de junio de 2024     | 2     | 0:52   | Miami, Florida   |       |
| Derrota   | 10–4   | Mauricio Nievas         | Decisión (unánime)                    | LUX 028                              | 18 de noviembre de 2022 | 3     | 5:00   | Monterrey        |       |
| Victoria  | 10–3   | Irvin Amaya             | Decisión (unánime)                    | LUX 025                              | 13 de agosto de 2022    | 3     | 5:00   | Monterrey        |       |
| Victoria  | 9–3    | Roy Benavides           | Decisión (unánime)                    | LUX 022                              | 26 de mayo de 2022      | 3     | 5:00   | Ciudad de México |       |
| Victoria  | 8–3    | Carlos Rivera           | Decisión (dividida)                   | LUX 018                              | 5 de noviembre de 2021  | 3     | 5:00   | Acapulco         |       |
| Victoria  | 7–3    | Carlos Márquez          | Sumisión (rear-naked choke)           | LUX 014                              | 25 de junio de 2021     | 2     | 4:25   | Monterrey        |       |
| Derrota   | 6–3    | David Mendoza           | Decisión (unánime)                    | LUX 007                              | 29 de noviembre de 2019 | 3     | 5:00   | Monterrey        |       |
| Victoria  | 6–2    | Juan Pablo González     | Decisión (unánime)                    | Combate Estrellas 2                  | 20 de abril de 2018     | 3     | 5:00   | Monterrey        |       |
| Victoria  | 5–2    | Néstor Ruíz             | TKO (golpes)                          | Combate Extremo: Loco vs. Gallito    | 1 de diciembre de 2017  | 1     | 3:50   | Monterrey        |       |
| Derrota   | 4–2    | Alan Cantú              | Decisión (unánime)                    | Combate Extremo: 17th Anniversary    | 15 de julio de 2017     | 3     | 5:00   | Monterrey        |       |
| Derrota   | 4–1    | Enrique Barragan        | TKO (golpes)                          | Combate 10                           | 19 de enero de 2017     | 2     | 0:48   | Ciudad de México |       |
| Victoria  | 4–0    | Jaime Martínez          | TKO (golpes)                          | Combate Extremo: Flores vs. Rubio    | 13 de mayo de 2016      | 1     | 0:00   | Monterrey        |       |
| Victoria  | 3–0    | Carlos Marquez          | Sumisión (guillotine choke)           | Combate Extremo: Cacho vs. Gato      | 13 de marzo de 2015     | 1     | 2:02   | Monterrey        |       |
| Victoria  | 2–0    | Sason Chávez            | Sumisión (rear-naked choke)           | WFC 13                               | 29 de noviembre de 2014 | 1     | 0:00   | Monterrey        |       |
| Victoria  | 1–0    | Isau Duenez             | Sumisión (armbar)                     | Combate Extremo: Pistolero vs. Rizzo | 14 de julio de 2014     | 1     | 2:45   | México           |       |